# فرودگاه آبی سنت جان (استخر پدیس)
فرودگاه آبی سنت جان (استخر پدیس) (به انگلیسی: St. John's (Paddys Pond) Water Aerodrome) یک فرودگاه همگانی است که یک باند فرود آب دارد. این فرودگاه در کشور کانادا قرار دارد و در ارتفاع ۱۱۴ متری از سطح دریا واقع شده است.